# Vaulogerodesmus picturatus
Vaulogerodesmus picturatus är en mångfotingart som beskrevs av Sergei I. Golovatch 1995. Vaulogerodesmus picturatus ingår i släktet Vaulogerodesmus och familjen orangeridubbelfotingar. Inga underarter finns listade i Catalogue of Life.